# Urotrichus talpoides
Urotrichus talpoides é uma espécie de mamífero da família Talpidae. É a única espécie do gênero Urotichus. É endêmica do Japão.